# Presa de San Pedro de las Colonias

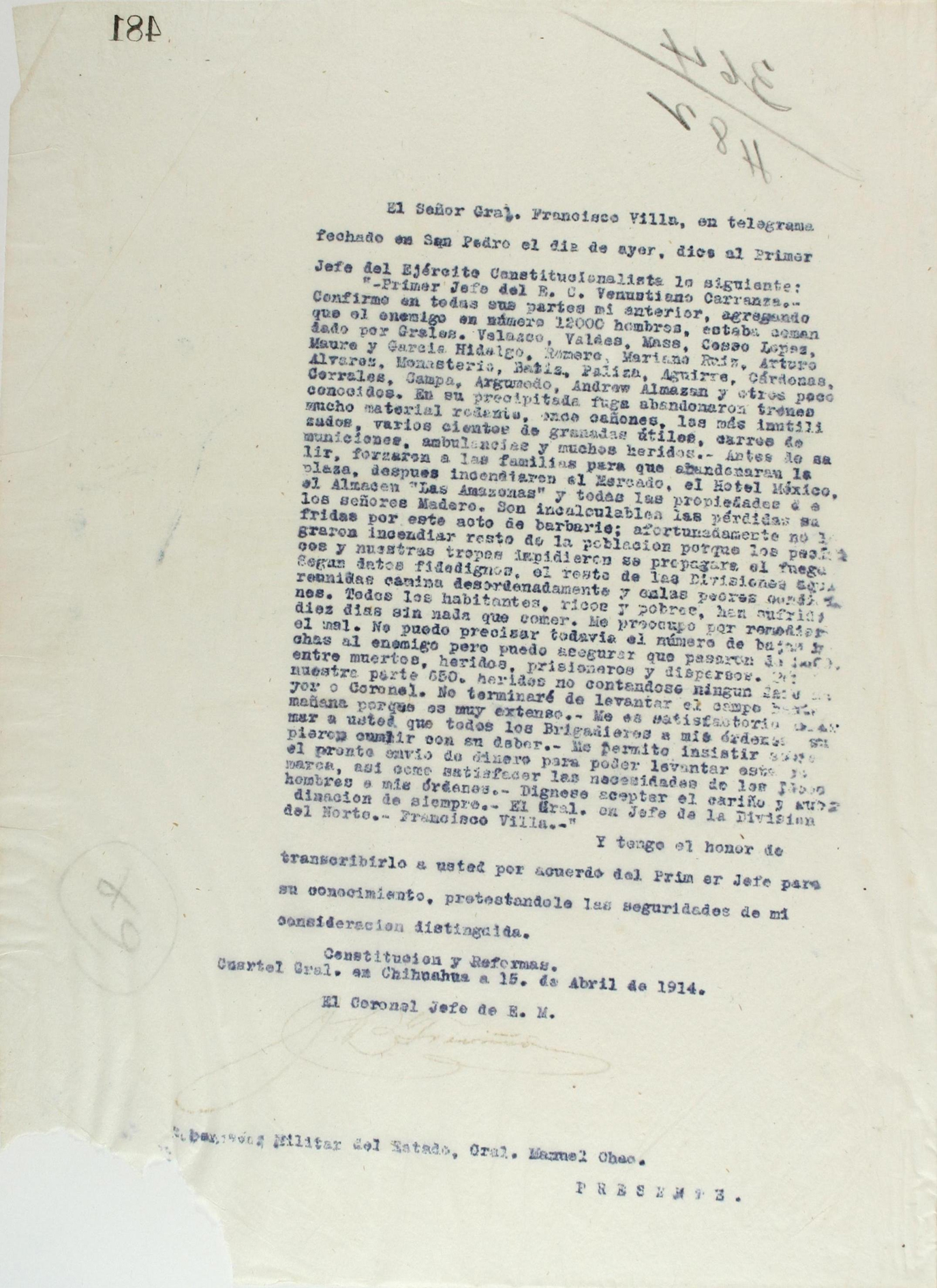
Transcripció del telegrama del general Francisco Villa de la presa de San Pedro de las Colonias.

La presa de San Pedro de las Colonias va ser una batalla militar que va tenir lloc el 12 d'abril de 1914 durant la Revolució Mexicana. Va ser una batalla decisiva en el domini del nord de Mèxic per les forces revolucionàries, encapçalada per Francisco Vila i la seva División del Norte en contra de les forces huertistes, en la població de San Pedro de las Colonias, Coahuila.
La població de San Pedro de las Colonias destacava per ser un dels passos de les vies fèrries que arribaven fins a Monterrey i Paredón, per la qual cosa el seu domini significava també el control del transport ferroviari; per això les forces federals van deixar a càrrec del brigadier Juan Andrew Almazán la custòdia d'aquest lloc.
Després de la batalla de Torreón, resultant en una victòria per a les tropes villistes, les forces militars federals al comandament d'alguns generals entre els quals destacaven Javier De Maure i Arnaldo Casso López es van refugiar i van concentrar en la població de San Pedro de las Colonias, mentre esperaven els reforços des de Saltillo.
Les forces de l'exèrcit federal consistien, segons el testimoniatge del propi Vila, en al voltant de 10.000 i 12.000 efectius, no obstant això van ser vençuts per les forces villistes, en les quals va destacar la defensa realitzada pel general Felipe Ángeles.
En l'enfrontament l'exèrcit federal va tenir 3.500 baixes mentre que les forces revolucionàries villistes amb prou feines 650.